# 무법 변호사
《무법 변호사》는 tvN에서 2018년 5월 12일부터 2018년 7월 1일까지 방영된 토일 드라마이다.

## 줄거리
법 대신 주먹을 쓰던 무법(無法) 변호사가 자신의 인생을 걸고 절대 권력에 맞서 싸우며 진정한 무법(武法) 변호사로 성장해가는 거악소탕 법정활극

## 등장 인물

### 주요 인물
- 이준기 : 봉상필 역 (아역 이로운) - 28세, 무법로펌 대표 변호사
- 서예지 : 하재이 역 (아역 이서우) - 26세, UN 국제 사법재판소 소속 변호사 → 무법로펌 사무장 → 무법로펌 변호사
- 이혜영 : 차문숙 역 - 50대 중반, 기성지법 부장판사
- 최민수 : 안오주 역 - 50대 중반, 오주그룹 회장

### 무법로펌
- 김병희 : 태광수 역 - 20대 후반, 무법로펌 2인자. 상필의 오른팔. 상필에 대한 충성심과 의리는 타의추종을 불허 한다. 기계가 넘보지 못하는 미래직업 탑 텐에 조폭이 들어간다고 당당히 말하는 조폭계의 신인류로 프로그래밍과 디지털 기기 제어에 능하다.
- 임기홍 : 금강 역 - 20대 중반, 변두리 사채업자 → 무법로펌 3인자. 과거 상필의 어머니가 쓰던 사무실에서 사채업을 하던 동네 양아치
- 서예화 : 금자 역 - 20대 초반, 개인 사채업자 → 무법로펌 사무장. 금강의 여동생. 일명 기성의 갈쿠리. 기성의 돈을 갈쿠리로 쓸어 담는 것이 인생의 목표다.

### 차문숙의 주변 인물
- 염혜란 : 남순자 역 - 40대 후반, 차문숙의 비서 및 그림자. 차문숙이 기획한 각종 비리를 수족처럼 이행했다.
- 차정원 : 강연희 역 - 26세, 기성지검 강력부 검사. 남순자의 외동딸. 학창 시절부터 재이의 동창으로 중학교부터 사법연수원까지 라이벌이자 앙숙. 기성지검 승률 1위의 실력파 검사
- 전진기 : 고인두 역 - 50대 후반, 기성 지역의 25년 향판 출신의 향변(향판 출신 변호사). 안오주의 고문변호사

### 안오주의 주변 인물
- 최대훈 : 석관동 역 - 40대 후반. 신흥 조폭 ‘이스트 크라운’파의 두목. 안오주의 오른팔

### 봉상필의 주변 인물
- 신은정 : 최진애 역 - 30대 후반, 인권 변호사, 봉상필의 어머니. 안오주로부터 어느 날 일어난 한 사고에 얽힌 충격적인 진실을 덮으라는 협박을 받지만 이에 굴하지 않고 맞서 싸우던 중, 어린 상필에게 ‘메모리카드’만 남긴 채 죽음. 상필에게는 엄마로, 변호사로, 삶의 등대이자 영원한 멘토 같은 인물
- 안내상 : 최대웅 역 - 50대 후반. 봉상필의 외삼촌, 대웅파 보스. '대작 갤러리' 대표
- 박호산 : 천승범 역 - 40대 중반, 기성지검 검사. 상필에게 유일하게 ‘별’을 안긴 검사
- 김광규 : 공장수 역 - 50대 중반, 기성경찰서 형사 → 기성지검 검찰수사관. 18년 전, 최진애 변호사 자살 사건과 노현주 실종 사건을 담당했던 형사
- 이대연 : 우형만 역 - 50대 초반, 기성경찰서 형사, 이영수 시장 살해사건 용의자

### 하씨네 사진관
- 이한위 : 하기호 역 - 50대 중후반, 하씨네 사진관 주인. 하재이의 아버지. 어느 날 갑자기 실종된 아내 몫까지 딸 재이를 애지중지 키웠다. 그런데 재이가 본인의 생각과 어긋나기 시작하자 그런 딸을 받아들이지 못하고 갈등을 겪는다.
- 백주희 : 노현주 역 - 40대 초반, 사진사. 하재이의 어머니

### 그 외 인물
- 정영훈 : 김비서 역 - 안오주의 비서
- 민복기 : 한태경 역 - 기성일보 주필
- 김기현 : 빵칼 역 - 석관동의 오른팔
- 장율
- 김동규
- 김창회 : 민수사관 역 - 강연희 검사의 직속 수사관
- 윤준호 : 과거 조직원 역
- 박신운
- 박성균
- 손민지
- 백지원
- 전배수 : 홍우석 역 - 기성지법 판사
- 이호철 : 강사장 역
- 한갑수 : 오인철 역 - 기성시청 재정경제국장
- 박명신 : 우형만의 아내 역
- 배진웅 : 브로커 역
- 백동현
- 김나무
- 조선묵 : 손성식 역 - 기성저축은행장
- 박정학 : 장상익 역 - 기성지검 검사장
- 김민건
- 황의정
- 김기영
- 최지현
- 손성찬
- 옥주리
- 하민
- 정종열
- 서동석
- 이현걸 : 권만배 역 - 대웅파 2인자(배신자)
- 신담수
- 전국환 : 당대표 역
- 김용운 : 전갈 역 - 대웅파 3인자
- 한여울
- 송경의
- 박민정 : 유경진 기자 역
- 전정일 : 주치의 역

### 특별출연
- 진선규 : 박문성 역 - 교통계 경사(비리 경찰)

## 촬영지
- 춘천대교
- 무법로펌사무실 - 과거 최진애변호사 사무실
- 구 장흥교도소
- 해안로
- 인천대학교 제물포캠퍼스(성리관)

## 시청률
최저 시청률과 최고 시청률은 시청률 조사회사와 지역별로 시청률에 차이가 있을 수 있습니다.
| 2018년      | 2018년      | 2018년     | 2018년      | 2018년 |
| 회차        | 방송일      | AGB 시청률 | TNmS 시청률 |        |
| ----------- | ----------- | ---------- | ----------- | ------ |
| 제1회       | 5월 12일    | 5.275%     | 5.8%        |        |
| 제2회       | 5월 13일    | 6.037%     | 5.6%        |        |
| 제3회       | 5월 19일    | 5.029%     | 5.2%        |        |
| 제4회       | 5월 20일    | 6.132%     | 5.1%        |        |
| 제5회       | 5월 26일    | 5.884%     | 5.9%        |        |
| 제6회       | 5월 27일    | 6.885%     | 5.2%        |        |
| 제7회       | 6월 2일     | 5.879%     | 6.0%        |        |
| 제8회       | 6월 3일     | 6.085%     | 6.9%        |        |
| 제9회       | 6월 9일     | 5.623%     | 6.1%        |        |
| 제10회      | 6월 10일    | 6.843%     | 6.9%        |        |
| 제11회      | 6월 16일    | 4.028%     | %           |        |
| 제12회      | 6월 17일    | 6.754%     | 6.1%        |        |
| 제13회      | 6월 23일    | 5.050%     | 5.5%        |        |
| 제14회      | 6월 24일    | 7.089%     | 7.2%        |        |
| 제15회      | 6월 30일    | 6.618%     | %           |        |
| 제16회      | 7월 1일     | 8.937%     | 8.6%        |        |
| 평균 시청률 | 평균 시청률 | 6.134%     | %           |        |

## 동시간대 드라마
- MBC 주말 특별기획 드라마

《이별이 떠났다》 (2018년 5월 26일 ~ 2018년 8월 4일)
- SBS 주말 특별기획 드라마

《시크릿 마더》 (2018년 5월 12일 ~ 2018년 7월 7일)
- MBC 주말드라마

《부잣집 아들》 (2018년 3월 25일 ~ 2018년 10월 7일)

## 같이 보기
- 대한민국의 텔레비전 드라마 목록 (ㅁ)
- 2018년 대한민국의 텔레비전 드라마 목록